# Ed V. Mead
Edward "Ed" V. Mead (* 1921; † 1983) war ein US-amerikanischer Politiker. Zwischen 1959 und 1960 fungierte er im Bundesstaat New Mexico als Vizegouverneur. Politisch gehörte er der Demokratischen Partei an. Er saß zwischen 1971 und 1972 im Senat von New Mexico, wo er den 35. Distrikt von New Mexico vertrat. Nach seinem Tod 1983 wurde er auf dem Sunset Memorial Park in Albuquerque im Bernalillo County beigesetzt.